# ألبرتو كوفاروباياس
ألبرتو كوفاروباياس (بالإسبانية: Alberto Covarrubias)‏ هو دراج مكسيكي، ولد في 23 يناير 1994 في مونتيري في المكسيك.

## وصلات خارجية
- ألبرتو كوفاروباياس على موقع أرشيف الدراجات (الإنجليزية)
- ألبرتو كوفاروباياس على موقع إحصائيات الدراجات الإحترافية (الإنجليزية)